# Scoundrel Days
Scoundrel Days är den norska gruppen A-has andra studioalbum, utgivet den 6 oktober 1986, av Warner Bros.

## Låtlista
1. "Scoundrel Days" - 3:56
2. "The Swing of Things" - 4:14
3. "I've Been Losing You" - 4:28
4. "October" - 3:48
5. "Manhattan Skyline" - 4:52
6. "Cry Wolf" - 4:05
7. "We're Looking for the Whales
8. "The Weight of the Wind" - 3:57
9. "Maybe, Maybe" - 2:34
10. "Soft Rains of April" - 3:12

## Medverkande
- Morten Harket – sång
- Magne Furuholmen – Keyboard, sång
- Pål Waaktaar – gitarr, sång
- Graham Prescott – stråkar på spår 1
- Michael Sturgis – trummor på spår 2, 3, 10
- Leif Karsten Johansen – bas på spår 3
- Øystein Jevanord – trummor på spår 6